# سمكة الصيد الحدباء
سمكة الصيد الحدباء المعروفة باسم Melanocetus johnsonii هي فصيلة من أسماك البحر السوداء من من عائلة الميلانوسيتيدات التي تسمى ايضا "وحش البحر الأسود“. سميت هذه الأنواع باسم جيمس ييت جونسون، عالم الطبيعة الإنجليزي الذي اكتشف أول عينة منها في ماديرا من عام 1863. أسمائها الشائعة تشمل سمكة الصيد، وسمكة الأفعى، وسمكة الناب.

## الخلفية التاريخية
تم اكتشاف أول عينة من M. johnsonii من قبل عالم الطبيعة الإنجليزي جيمس ييتس جونسون بالقرب من ماديرا، وهو أرخبيل يقع قبالة ساحل شمال غرب أفريقيا، في 24 ديسمبر 1863. أُحضرت هذه السمكة إلى ألبرت كارل لودفيغ غونتر، أمين علم الحيوان في متحف التاريخ الطبيعي في لندن، الذي وصفها بأنها ”سمكة تثبت أنها نوع من جنس جديد، ليس فقط بسبب شكلها الاستثنائي، ولكن أيضا بسبب غياب زعانف الحوض لديها.“ وكان غونتر أول من سجل الشكل الفريد لهذا النوع؛ وأطلق عليها اسم جونسون، تكريما للشخص الاول الذي وجدها. تمحورت الفرضيات الاولى حول سلوك سمكة الصياد أن الإليسيوم والإيسكا، وهما العمود الفقري الممتد للزعنفة الظهرية والجهاز المنتفخ الذي يبرز من الخطم، يستخدمان في إغراء الفريسة. وكان عالم الطبيعة الدنماركي كريستيان فريدريك لوتكن أول من اقترح أن هذه الميزة أساسية في سلوك التغذية. حتى عشرينيات القرن العشرين، كان يُعتقد أن عينات الذكور التي لا تحتوي على جهاز إغراء كانت متميزة، وكانت توضع في فئات تصنيفية منفصلة عن نظيراتها من الإناث. في عام 1924، أدرك عالم الأسماك البريطاني تشارلز تيت ريجان أن السمكة الصغيرة المرتبطة بسمكة صياد أكبر كانت في الواقع ذكرا في طور التكاثر، مما أدى إلى اكتشاف ازدواج الشكل الجنسي الذي يميز أسماك الصياد الحدباء عن غيرها. تم التعرف على العديد من العينات التي تم تصنيفها سابقا على أنها أنواع منفصلة، بما في ذلك M. ferox و M. krechi، منذ ذلك الحين تم التعرف عليها كمرادفات لسمكة الـ M. johnsonii.

## الموطن الطبيعي
تعيش أسماك الـ M. johnsonii في المناطق البحرية المتوسطة والعميقة، وتوجد بشكل شائع على أعماق تتراوح بين 200 و1500 متر (660 و4920 قدمًا). بالمقارنة مع الأنواع الأخرى في هذا الجنس، من المرجح أن يوجد M. johnsonii في الأعماق الضحلة؛ حيث تم جمع 65% من العينات المسجلة على عمق 1000 متر (3300 قدم) أو أكثر تحت سطح الماء. في هذه الأعماق من المياه، هناك القليل من الضوء الذي يخترق المنطقة المضاءة السطحية أو لا يوجد ضوء على الإطلاق. ولهذا السبب، طورت سمكة الصيد الحدباء وسائل للافتراس باستخدام الضيائية الحيوية استنادا على قيود موطنها.
تتمتع السمكة بأوسع توزيع جغرافي بين جميع الأنواع المنتمية إلى جنس الذخاطة. وقد عُرف هذا النوع بتوزيعه على نطاق واسع في المناطق المعتدلة والاستوائية في جميع المحيطات، وكذلك في بحر الصين الجنوبي وبحر الصين الشرقي. تم توسع نطاق توزيعه الجغرافي الجنوبي في عام 2014 عندما تم الحصول على أول عينة من السمكة في مياه القطب الجنوبي من معدة سمكة قطبية مسننة في بحر روس. وتم التعرف على العينة بالطرق المورفولوجية والتحليل الجيني الإضافي باستخدام مشبك الزعنفة الصدرية للسمكة التي أثبتت أن العينة تنتمي إلى سمكة الصيد الحدباء. تم العثور على عينة فردية منها بالقرب من وادي الأب تشارلز في كولومبيا البريطانية، مما ساهم في معرفة توسعة توزعها الشمالي في شرق المحيط الهادئ وتعزيز انتشارها كواحدة من أكثر أسماك الصياد انتشارا.

## علم التشكل
سمكة الـ M. johnsonii تعد سمكة صياد سوداء ناعمة الجسم لونها بني غامق أو أسود. إناث أسماك الصيد الحدباء لها أجسام قصيرة كروية الشكل ورؤوس كبيرة ذات فم واسع يكاد يكون عمودياً، ولديها أسنان طويلة مدببة قادرة على أكل فرائس أكبر حجم منها. بالإضافة، توجد العديد من الأشواك الجلدية الصغيرة تحت زعنفتها الظهرية. وبالمقارنة مع الأنواع الأخرى ضمن الجنس، فإن M. johnsonii لديه إيلسيوم أطول وأسنان فك أقل، ولكن هذه الأسنان أطول نسبياً من تلك الموجودة في الأنواع الأخرى. مثل جميع أسماك الصياد الأخرى، تمتلك إناث السمكة عمودا فقريا ظهريا قصيرا على الزعنفة الظهرية (illicium) مع جهاز (esca) على الخطم. يحتوي الإيسكا على قمم خلفية وأمامية مضغوطة، ذلك يبدو ظاهرا عند ملاحظة الفرق بينها وبين أسماك الصياد الأخرى. وعلى عكس الأنواع الأخرى من نفس الجنس، فإن إناث هذا النوع لديها حافة أمامية مستقيمة تقريبا من الميكعة. ولدى إناث السمكة عيون صغيرة تحت الجلد قد تشير إلى عدم اعتمادها على الرؤية البصرية للتغذية والتكاثر.
تُظهر سمكة الصياد الأحدب ازدواجية شديدة في شكلها الجنسي، مع إناث أكبر في الحجم وذكور قزمين. وقد وُجد أن الإناث تنمو حتى 153 ملم، بينما ينمو الذكور فقط ما بين 15.5 و28 ملم. يفتقر الذكور من السمكة إلى جهاز إغراء لكن يتميزون بعيون وخياشيم كبيرة الذي قد تكون مفيدة في تحديد مكان الأزواج المتناثرين. في حين أن الخصائص المميزة للذكور غير محددة بشكل جيد، إلا أن ذكور M. johnsonii عادة ما يكون لديها عدد أكبر نسبيا من الأسنان المسننة وأشعة الزعانف الظهرية والصدرية. رغم ذلك، نظرا لأنه تم الحصول على ثماني عينات فقط من الذكور حتى الآن، فإن المعلومات المتعلقة بالذكور من هذا الجنس ما تزال محدودة. أيضا، نظرا لوجود العديد من أوجه التشابه في الخصائص المورفولوجية لكل من سمكة M. johnsonii و M. rossi، فإن إحدى سمات M. johnsonii المميزة هي أن لديها تصبغ أسود على الجزء الخارجي العلوي من جسمها بينما لا يوجد لدى الـ M. rossi. وبسبب أوجه التشابه العديدة بينهما، فقد تم اقتراح أن سمكة M. rossi قد تكون مرادفا لنوع M. johnsonii.

## سلوك التغذي
تمتلك إناث الـ M. johnsonii أفواها كبيرة مليئة بالأسنان الحادة بالإضافة إلى معدة ضخمة تجعلها قادرة على التهام كل ما يصادفها تقريبا. وتتميز معدتها بقابليتها الكبيرة للتوسع بسهولة، مما يسمح لها باستهلاك وجبات تفوق وزنها. تم انتشال احدى الاسماك من نوع M. johnsonii تزن 8.8 جرام باستخدام شباك الجر، وتبين أن العينة تحتوي على ثلاثة ثعابين بحرية يبلغ وزنها الإجمالي 12.3 جرام في معدتها.
بما أن 5% فقط من الغذاء المنتج من قبل المنطقة الضوئية في الأعماق المفتوحة يمر إلى أعماق المحيط، فلا يتوفر الكثير من الغذاء في أعماق البحار. تعدّ أسماك M. johnsonii من المفترسات المباغتة أي أنها تتبع استراتيجية افتراس الجلوس والانتظار. وتتميز ايضا بمعدل أيض منخفض، حتى بالمقارنة مع الكائنات التي تعيش في أعماق مماثلة. ولاختبار ذلك، قام عدد من الباحثين بعمل تجربة عن طريق استخدام شباك الجر لانتشال ثمانية أفراد من أسماك الـ M. johnsonii بمعدة فارغة. تم ابقاء الأسماك على قيد الحياة في مختبر وعمل قياس لتفاعلات الأيض الهوائي لديها. توصل الباحثون أن M. johnsonii قادرة على تنظيم عملية الأيض الهوائية لديها عن طريق تعديل استهلاكها للأكسجين، مما يتيح لها العيش في ظروف نقص الأكسجين أو اللاهوائية لفترات طويلة من الزمن.
تستخدم الإناث الإيسكا المنتفخة كطعم حيوي لجذب الفريسة.ويحدث التلألؤ الحيوي لـ M. johnsonii بسبب بكتيريا Enterovibrio escacola المتعايشة على الإيسكا. في الأصل، كان يُعتقد أن بكتيريا الـ E. escacola تعيش تكافليا نظرا لأن جينومها قد انخفض بنسبة 50% تقريبا مقارنةً بالبكتيريا التي تعيش بشكل حر. ومن خلال التحليل الجيني والتجارب، تم اثبات ان الـ E. escacola والـ M. johnsonii متكافلان اختياريًا، مما يعني أنهما يستطيعان البقاء على قيد الحياة دون بعضهما البعض عند الضرورة.

## التكاثر
يُعد البحث عن شريك لأسماك الـ M. johnsonii أمرا صعبا بسبب طبيعة عيشها المنعزل وتباعدها عن بعضها البعض في أعماق البحار. ويمتلك الذكور أعضاء حسية متطورة للغاية والتي تسمح لها بتتبع رائحة الأنثى حيث أنها لا تتأثر إلا قليلاً في المياه الساكنة في أعماق البحار. خلافاً للأنواع الأخرى من نفس النوع، فإن ذكور أسماك الـ M. johnsonii غير طفيلية. مما يعني ان الذكور تلتصق مؤقتًا فقط بالأناث الأكبر حجما باستخدام جهاز أسنان فريد من نوعه (سنينة) قبيل إطلاق حيواناتها المنوية. بمجرد اكتمال هذه العملية، ينفصل الذكور عن الإناث للبحث عن شريكات أخريات. وقد تم تسجيل حالتين لهذه الظاهرة، إحداهما على متن سفينة RRS Discovery في أيرلندا والأخرى على متن سفينة R/V Tansei-Maru. وفي كلتا الحالتين، لم يكن هناك أي دليل على اندماج أنسجة بين ذكر وأنثى سمكة الصياد السوداء. يتم التكاثر في سمكة الصياد السوداء عن طريق الإخصاب الخارجي؛ حيث تطلق الإناث البيض في الماء ثم تقوم الذكور على الفور بإخراج حيواناتها المنوية لالتقاط وتخصيب البيض. قد تفسر عملية التكاثر الفريدة من نوعها بسبب عدم اعتماد ذكور الـ M. johnsonii على الإناث طوال حياتها. ويدعم فحص مورفولوجيا لذكور الـ M. johnsonii استراتيجية التزاوج غير الطفيلي هذه. والأهم من ذلك، أن كلاً من ذكور الـ M. johnsonii وإناثها قادرة على بلوغ مرحلة النضج الجنسي دون وجود الجنس الآخر. في حالة السيراتيويدات الطفيلية، عادة ما تلتصق الذكور المتحولة بالأنثى قبل أن تصل إلى مرحلة النضج الجنسي.

## الحماية
صُنفت الأسماك على أنها من الأنواع ”الأقل إثارة للقلق“ في القائمة الحمراء للاتحاد الدولي للأنواع المهددة بالانقراض. وهي ليست مصدر غذاء للبشر، وبالتالي لا يتم القيام باصطيادها. ومع ذلك، قد يتم صيدها عرضيا عند القيام بالصيد بشباك الجر، ومع اتجاه الصيد التجاري أكثر نحو موارد أعماق البحار، قد تصبح هذه الاسماك أكثر تأثراً بهذا الصيد. قد يرجع العدد القليل نسبياً من اسماك الصيد الحدباء المسجلة حالياً إلى ندرة هذا النوع في بيئة أعماق البحار والقيود التي تواجه تجميع مثل هذه الكائنات الحية المنتشرة على نطاق واسع في أعماق البحار.

## في الإعلام
تم تصوير السمكة في عام 2014 قبالة ساحل كاليفورنيا من قبل معهد مونتيري باي للأبحاث المائية باستخدام غواصتهم Doc Ricketts والتي تعمل عن بعد. يُظهر الفيديو أنثى السمكة تسبح ببطء على عمق حوالي 1900 قدم في وادي مونتيري.
في 5 فبراير عام 2025، قام المصور ديفيد هارا بوغونا وآخرون في رحلة استكشافية من قبل كوندريك تينيريفي على بعد 2 كيلومتر من ساحل جزيرة تينيريفي بتصوير أنثى السمكة على قيد الحياة في وضح النهار على سطح المحيط. يُظهر الفيديو السمكة وهي تشق طريقها ببطء إلى السطح. قد تكون هذه أول حالة مسجلة لهذا النوع في ظل هذه الظروف.